# Kasper Dalsgaard
Kasper Dalsgaard, född 11 februari 1987, är en dansk skådespelare.

## Biografi
Kasper Dalsgaard är utbildad vid skuespillerskolen i Odense 2015. Han har medverkat i den danska TV-serien Sjuksystrarna på Fredenslund. Han har även spelat en av huvudrollerna i filmen Bytte bytte baby och uppföljaren Bytte bytte barn.

## Filmografi (i urval)
- 2019–2024 – Sjuksystrarna på Fredenslund (TV-serie)
- 2023 – Bytte bytte baby
- 2024 – Bytte bytte barn